# Profecia ΑΙΜΑ
La profecia AIMA, en grec medieval Αἷμα, una paraula que significa 'sang', era, com diu l'historiador romà d'Orient Nicetes Coniata, una resposta profètica al problema de la successió dins de la dinastia dels Comnens a l'Imperi Romà d'Orient.
Es va començar a difondre durant el regnat de Manuel I Comnè (1143 - 1180). Bàsicament, feia la predicció que les lletres inicials dels noms dels emperadors de la dinastia dels Comnens seguirien la paraula A-I-M-A. Els emperadors de la dinastia havien estat, fins aleshores, Aleix I Comnè (Alexios (α) - alfa), Joan II Comnè (Ioannis (ι) - iota) i Manuel I Comnè (Manuel (μ) - mu). El fet que Manuel fos emperador va ser inesperat, perquè era el tercer fill de Joan. Creient que el nom del seu successor havia de començar amb la lletra alfa, Manuel va batejar el primer fill de la seva filla Maria amb el nom d'Aleix. També va posar aquest nom a un o dos dels seus fills il·legítims, i finalment al seu fill legítim Aleix, que va tenir del segon matrimoni.
El regnat d'Aleix II va durar només tres anys, abans que fos deposat i assassinat pel seu cosí Andrònic I Comnè, amb el qual, segons es va pensar, es reiniciava el cicle de la profecia AIMA. Així, a Andrònic el succeiria un emperador amb un nom que comencés per I (iota). Andrònic tenia por que li usurpés el tron un dels seus cosins, Isaac Comnè de Xipre. Fos coincidència o no, Andrònic va ser assassinat durant una revolta l'any 1185 en la qual va triomfar Isaac II Àngel, que el va succeir.